# セシル・クライン
セシル・エディス・クライン（Cecile Edith Klein、1907年6月15日 - 2022年1月13日）は、カナダのスーパーセンテナリアン。ケベック州在住だった長寿の女性。2021年6月4日にフィリス・リッジウェイが死去して以来、カナダの最高齢人物となっていた。

## 人物
1907年6月15日、ケベック州モントリオールにて出生。父親はポーランド生まれのユダヤ人であった。1923年から秘書学校に通い、速記などを練習した。自宅でもタッチタイピングの練習をしたという。1932年6月5日、イスラエル出身の薬剤師であるアーウィン・アイザック・クライン(1905年～1999年)と結婚。長寿の秘訣としては、自分で物事をすること、ステーキを食べることなどと語った。まだ歯があり、好物のステーキを食べることもできるという。彼女には7人の孫、18人のひ孫、5人の玄孫がいた。
2022年1月13日に死去。114歳212日没。